# آخی‌نوعم نینی
آخی‌نوعم نینی (به عبری: אחינועם ניני) (به عربی: أخينوعم نيني) با نام هنری نوآ (به عبری: נועה)، خواننده زن مشهور اسرائیلی است.

## زندگی‌نامه
آخی‌نوعم نینی در ۲۳ ژوئن ۱۹۶۹، در شهر تل‌آویو، اسرائیل متولد شد. پدر و مادر وی از مهاجران یهودی یمنی‌تبار بودند.

### فیلم
دنیل وکس‌من، فیلم‌ساز اسرائیلی، فیلم مستندی دربارهٔ آخی‌نوعم نینی، با عنوان ترمینال ساخته‌است؛ که نوآ در آن تعدادی از بهترین ترانه‌هایش را خوانده‌است.

#### یوروویژن ۲۰۰۹
در تاریخ ۲ مارس ۲۰۰۹، مردم اسرائیل، در یک رای‌گیری سراسری تلویزیونی، زوج هنری آخی‌نوعم نینی و میرا عواد را با ترانه راه بهتری وجود دارد، به عنوان نماینده کشور اسرائیل در مسابقه آواز یوروویژن ۲۰۰۹ برگزیدند.
در تاریخ ۱۲ مه ۲۰۰۹، تصنیف عربی-عبری-انگلیسی راه بهتری وجود دارد، به مرحله نهایی مسابقه آواز یوروویژن ارتقاء یافت و به عنوان یکی از چند ترانه منتخب برای به دست آوردن مقام نخست، انتخاب شد.
در تاریخ ۱۷ مه ۲۰۰۹ و در مرحله نهایی، زوج هنری آخی‌نوعمنینی و میرا عواد، با کسب ۵۳ امتیاز، در رده شانزدهم جدول نهایی قرار گرفتند.